# Devlet Bahçeli
Devlet Bahçeli, född 1 januari 1948 i Bahçe i provinsen Osmaniye, är en turkisk politiker. Han är ordförande för högerextrema Nationalistiska aktionspartiet (MHP) (Milliyetçi Hareket Partisi), och var Turkiets vice premiärminister i Bülent Ecevits koalitionsregering 1999–2002.